# در آمریکا اتفاق افتاد
در آمریکا اتفاق افتاد فیلمی به کارگردانی حسن هیوارد و جواد قائم‌مقامی و نویسندگی داریوش اسدزاده و جواد قائم‌مقامی و تهیه‌کنندگی فرانک کیتلسون و جواد قائم‌مقامی محصول سال ۱۳۵۰ است.

## خلاصه فیلم
شهرام یک پزشک ایرانی است که با موفقیت روی ماری عمل پیوند قلب انجام می‌دهد. آن دو به هم علاقه‌مند می‌شوند، تا این که تبه کاری به نام جری اسمیت، احتشام، پدر ایرانی ماری، را ترغیب می‌کند تا دخترش را به عقد او درآورد. جری، که چشم طمع به ثروت احتشام و دخترش دارد باربارا، خوانندهٔ کاباره اش را سر راه احتشام قرار می‌دهد تا او را مسموم کند. فرشته، خواهر شهرام، متوجه این توطئه می‌شود و موضوع را به برادرش اطلاع می‌دهد. جری به آدم‌هایش دستور می‌دهد تا شهرام و فرشته را به قتل برسانند. آن‌ها از دست افراد جری می‌گریزند، تا این که شاهین، یک ایرانی که در هالیوود کار می‌کند، به کمک آن‌ها می‌آید و با پادرمیانی افراد پلیس جری و افرادش را به دام می‌اندازد.

## بازیگران
داریوش اسدزاده
جواد قائم‌مقامی
فرانک میرقهاری
کرول کیتلسون